# Куксхафен (район)
Куксха́фен (нем. Cuxhaven) — район в Германии. Центр района — город Куксхафен. Район входит в землю Нижняя Саксония. Занимает площадь 2072,57 км². Население — 205 276 чел. Плотность населения — 99 человек/км².
Официальный код района — 03 3 52.
Район подразделяется на 29 общин.

## Города и общины
(население на 31 декабря 2019 года) (* — резиденция администрации)
Коммуны и города районного подчинения
1. Беверштедт (13 545)
2. Вурстер-Нордзекюсте (17 095) (* — Дорум)
3. Гестланд, город (30 847) (* — Ланген)
4. Куксхафен, город, районный центр (48 164)
5. Локсштедт (16 311)
6. Хаген-им-Бремишен (10 947)
7. Шифдорф (14 339)

Союз общин Бёрде-Ламштедт (6018)
1. Армсторф (652)
2. Ламштедт * (3314)
3. Миттельстенаэ (627)
4. Хольнзет (868)
5. Штинштедт (557)

Союз общин Хеммор (13 903)
1. Остен (1787)
2. Хеммор, город * (8663)
3. Хехтхаузен (3453)

Союз общин Ланд-Хадельн (26 869)
1. Белум (812)
2. Бюлькау (866)
3. Каденберге (4199)
4. Илинворт (1524)
5. Нойенкирхен (1303)
6. Нойхаус (1114)
7. Нордледа (1053)
8. Оберндорф (1352)
9. Одисхайм (473)
10. Остербрух (489)
11. Оттерндорф, город * (7311)
12. Штайнау (825)
13. Ванна (2228)
14. Вингст (3320)